# Larcan
Larcan település Franciaországban, Haute-Garonne megyében. Lakosainak száma 180 fő (2022. január 1.). Larcan Lalouret-Laffiteau, Latoue, Lodes, Saint-Ignan, Saint-Marcet és Saux-et-Pomarède községekkel határos.

## Népesség
A település népességének változása:
| Lakosok száma | 164  | 168  | 147  | 172  | 182  | 178  | 177  | 182  | 185  | 180  |
|               | 1968 | 1982 | 1990 | 2006 | 2013 | 2015 | 2017 | 2019 | 2020 | 2022 |